# Multiroom
Multiroom bezeichnet eine raumübergreifende synchrone Audio- oder Bildverteilung für Wohnungen, Arbeitsstätten oder Veranstaltungsräume. Multiroomanlagen können selbst alle notwendigen Verstärker usw. beinhalten, oder mit vorhandenen Beschallungsanlagen und Bildschirmen kombiniert werden.
Obwohl auch eine analoge Verteilung von Signalen per Kabel möglich ist, werden heute mit dem Begriff Multiroom digitale Systeme zur Signalverteilung verbunden.
Digitale Multiroom-Systeme bieten bei der Bedienung und Vielseitigkeit Vorteile gegenüber der Verwendung herkömmlicher Stereoanlagen. So kann je nach System eine einzelne oder verschiedene Quellen verschiedenen Zonen zugeordnet werden. So beschränkt sich die Wiedergabe nicht auf den Ort der Bereitstellung. Zudem kann durch Konfiguration eine zeitgleiche Wiedergabe einer Quelle in verschiedenen Zonen erfolgen. Aufgrund der fehlenden Standardisierung ist eine Mischung aus Geräten verschiedener Hersteller/Systeme in der Regel nicht möglich.

## Erweiterbarkeit
Während analoge Systeme durch eine begrenzte Anzahl vorgegebener Zonen in der Erweiterbarkeit limitiert sind, können digitale Multiroom-Systeme nahezu unbegrenzt erweitert werden. Die einzelnen Zonen bei digitalen Systemen können über eigene Musik-Clienten kommunizieren, die über Netzwerkkabel oder WLAN miteinander verbunden sind. Da bei manchen Systemen der Client gleichzeitig als Repeater arbeitet, kann ein solches System durch ein Hinzufügen weiterer Clients in alle Richtungen erweitert werden. Zudem genügt durch die vollständige Vernetzung der Anlage eine einzige Fernbedienung, um alle Räume zu steuern. Die maximale Anzahl der Räume ist jedoch begrenzt und hochauflösende FLAC-Musikdateien haben aufgrund der benötigten Bandbreite noch nicht Einzug in jedes System gehalten. Große Multiroom-Anlagen bedienen sich der Möglichkeit, als miteinander vernetzte Mehrkanal-Verstärker zu arbeiten.